# Tập đoàn K8
K8 (hay còn được biết đến là Tập đoàn giải trí K8) là một mạng lưới rộng lớn các công ty cá cược và sòng bài trực tuyến quốc tế, với hơn 15 triệu người dùng. K8 có văn phòng ở gần 50 quốc gia trên thế giới; bao gồm Vương quốc Anh, Philippines và Việt Nam. K8 được biết đến rộng rãi trong lĩnh vực thể thao với hợp đồng tài trợ đội bóng Anh tại Premier League, West Bromwich Albion và Manchester City, và đội bóng đá Đức FC Schalke 04.

## Tổng quan
K8 hoạt động như một sòng bài trực tuyến, cung cấp các trò chơi slot, trò chơi bàn như Black Jack, Poker và Roulette, người chia bài trực tuyến và cá cược thể thao, cho mỗi trang web của họ.
Sự mở rộng thị trường của họ bắt đầu vào tháng 11 năm 2015, với sự thành lập của UK-K8, trụ sở đặt tại Birmingham, UK. Họ được cấp phép bởi UK Gambling Commission. Họ nhanh chóng vượt lên nhóm các tổ chức cá cược độc lập hàng đầu. UK-K8 được biết đến với việc sử dụng nền tảng EveryMatrix để vận hành trang web, sự hợp tác được thông báo chính thức vào đầu năm 2017, và được hợp nhất trong chương trình liên kết của họ cũng như các giải pháp cá cược. Để hấp dẫn nhu cầu của người dùng tại Vương quốc Anh, họ cũng đã nâng cấp hệ thống cá cược thể thao, có nghĩa là các hoạt động thanh toán đơn cược diễn ra theo thời gian thực, dựa trên giải pháp cá cược thể thao của EveryMatrix, đã gia tăng sự tin tưởng sử dụng của người dùng Châu Âu.
K8 đã sử dụng đa dạng phương thức quảng bá để giới thiệu UK-K8, đáng chú ý nhất là hợp đồng tài trợ có giá trị lớn với cá đội bóng tại Giải bóng đá Ngoại hạng Anh.

## Đối tác
K8 cung cấp một chương trình Tiếp thị liên kết (Affiliate) hay còn gọi theo cách thông thường là Đại lý liên kết, được ghi nhận bởi cơ cấu hoa hồng cho các đại lý lên tới 50% doanh thu kiếm được.

## Tài trợ
K8 là nhà tài trợ và đối tác chính cho Kunlun fight, một giải đấu Kickboxing của Trung Quốc. Trên bình diện quốc tế, họ được biết đến rộng rãi nhờ những hợp đồng tài trợ bóng đá, tâm huyết của họ đối với bóng đá cũng được chứng minh bởi sự bổ nhiệm cầu thủ người Đức, Michael Ballack là đại diện thương hiệu trong năm 2015 - 2016, đồng thời với sự hợp tác cùng đội bóng đá Đức FC Schalke 04.
Năm 2015, công try giải trí trực tuyến K8 đã trở thành nhà tài trợ cho giải đấu Copa America ở Chile, sự kiện bóng đá mang tầm châu lục lớn thứ ba trên thế giới.
Năm 2016. K8 trở thành nhà tài trợ áo đấu cho West Bromwich Albion FC, một đội bóng đá chơi tại Premier League. Đây là hợp đồng tài trợ lớn nhất trong lịch sử đội bóng, được đưa tin trị giá 5 triệu Euro. Sự hợp tác đã được sử dụng như một chiến lược quảng bá nhận diện thương hiệu cho sự mở rộng của tập đoàn K8 tại Châu Âu; UK-K8.
Ngày 21 tháng 06 năm 2017, K8 thông báo hợp đồng hợp tác với đội bóng Premier League, Manchester City. Sự ký kết hợp tác nhiều năm bao gồm bảng quảng cáo của K8 trên sân vận động Etihad Stadium của Manchester City, và cung cấp nhưng chuyến đi trải nghiệm gặp gỡ đội bóng cho người dùng.
Ngày 26 tháng 09 năm 2017, K8 thông báo hợp đồng hợp tác với đội bóng Premier League, Cardiff City. Sự ký kết hợp tác nhiều năm bao gồm quầy đặt cược của K8 trên sân vận động Cardiff City, quyền cung cấp những chuyến đi, vé xem thi đấu và trải nghiệm gặp gỡ đội bóng.
Ngày 1 tháng năm 2018, K8 chính thức ký kết với huyền thoại Thierry Henry, huyền thoại Arsenal đã trở thành đại sứ thương hiệu cho hãng xe Renault trong một loạt các dự án quảng bá các mẫu xe mới. Và với sức mạnh tài chính cùng uy tín của mình, tập đoàn giải trí K8 cũng đã đưa được "Đứa con thần gió" về làm gương mặt đại diện cho thương hiệu K8 tại khu vực châu Á, trong đó có cả Việt Nam.
Mùa giải 2018/2019 giải đấu La Liga, tập đoàn giải trí thể thao K8 là nhà tài trợ các trận đấu của FC Barcelona. Nhờ vào sự hỗ trợ tận lực của đơn vị, người hâm mộ bóng đá châu Á sắp tới sẽ có cơ hội mãn nhãn trước màn trình diễn xuất thần của đội quân Barca hùng mạnh. Nói một cách chính xác hơn, mỗi bước đi của Barcelona đều có sự đồng hành trợ lực của tập đoàn K8.

## Tranh luận
K8 là một phần đề tài hàng năm sự tăng lên của số lượng công ty cá cược tài trợ cho các đội bóng tại Premier League. Trong mùa giải 2016–17, hơn 50% số hợp đồng tài trợ được ký kết với các công ty cá cược, K8 là một trong số đó. Cũng như các đối thủ cạnh tranh của họ như Dafabet, W88 hay Bet365. 
Nhiều người đã nghi ngờ rằng quyết định của K8 trong việc tài trợ cho Manchester City, bởi quyết định của chính phủ Vương quốc Anh nhằm xem xét ngành cá cược, để ngăn ngừa sự mở rộng của cá cược, tránh sự gia tăng nghiện ngập cá độ, con số đã tăng 0.3% trong 03 năm vừa qua tại thế giới đặc biệt là ở Việt Nam.
Trong cùng ngày K8 ký kết hợp đồng tài trợ Manchester City, Hiệp hội bóng đá Anh công bố sẽ ngừng sự hợp tác với các công ty cá cược, dưới ánh sáng của các vụ cá cược gần đây và để chống nạn nghiện ngập cờ bạc.